# Diadema antillarum
Oursin-diadème des Antilles, Oursin noir des Antilles, Oursin à longues épines
Espèce
Diadema antillarum, l’Oursin-diadème des Antilles, l’Oursin noir des Antilles ou l’Oursin à longues épines, est une espèce d'oursins réguliers tropicaux de la famille des Diadematidae, caractérisé par des épines exceptionnellement longues.

## Répartition
Son aire de répartition s'étend dans la zone intertropicale de l'océan Atlantique : principalement dans le bassin caraïbe (Golfe du Mexique et mer des Caraïbes, des côtes d'Amérique centrale à la Floride et au Brésil), mais aussi sur les côtes africaines, des Canaries au golfe de Guinée.
On peut le trouver dans de nombreux biotopes liés aux lagons coralliens, entre 0 et 400 m de profondeur, mais le plus souvent entre 0 et 10 m. C'est un animal principalement grégaire, qui peut atteindre des densités d'une vingtaine individus/m².
Il fréquente des substrats meubles ou durs, sur le sable, les herbiers, les rochers et les récifs de corail. On le trouve généralement dans des eaux calmes, et il passe le plus souvent la journée caché dans des failles dont il sort la nuit pour se nourrir.

## Description

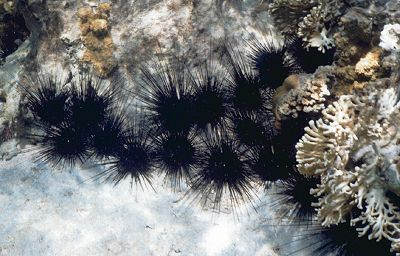
En groupe.

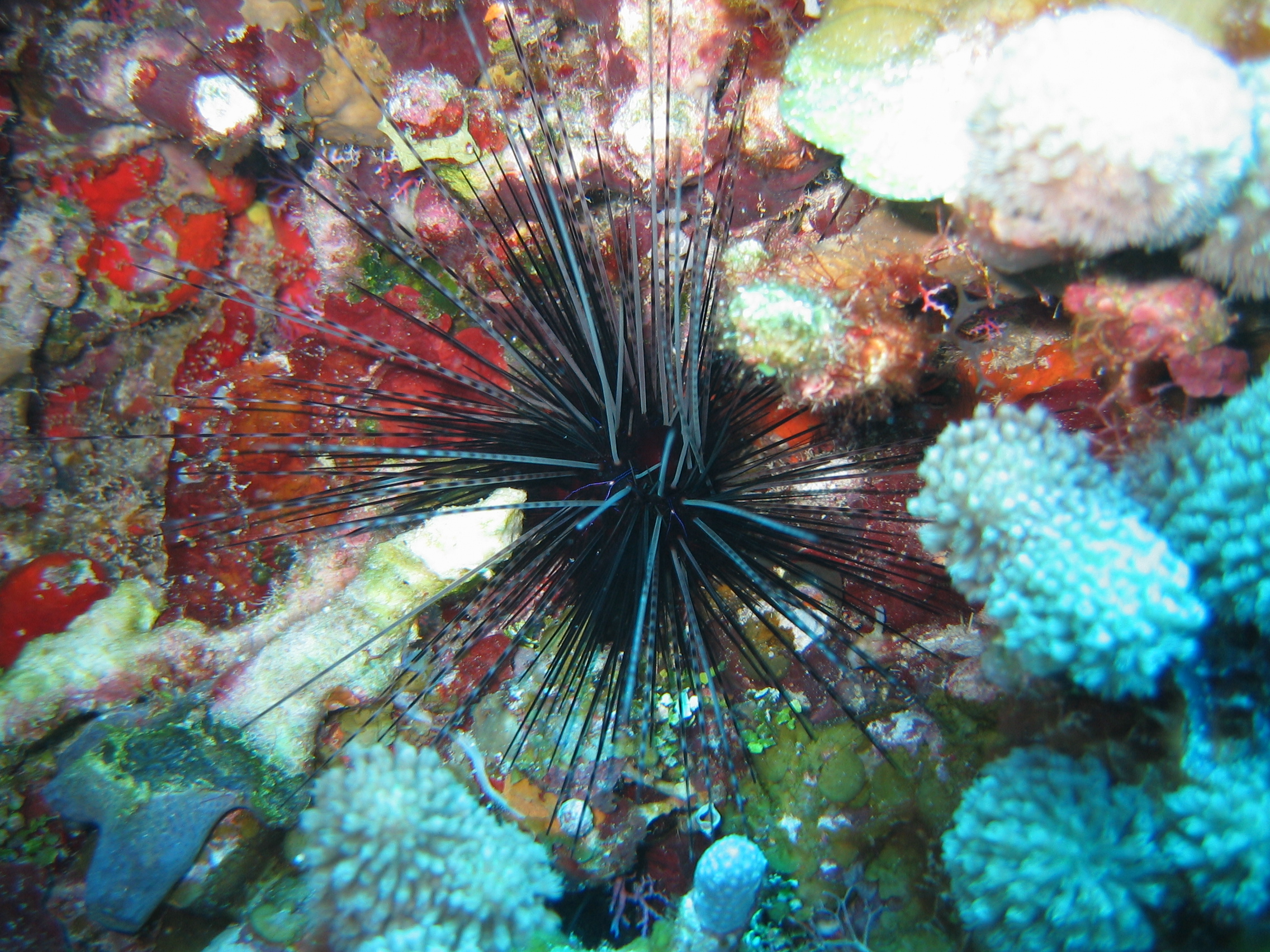

Son test (coquille) est rond et légèrement aplati (jusqu'à 10 cm de large pour 5 cm de haut), mais ses épines fines, fragiles et creuses peuvent mesurer jusqu'à 30 cm, lui assurant une bonne défense et une locomotion rapide, et un diamètre total pouvant dépasser 50 cm. Ces épines (« radioles ») sont généralement noires comme le test, mais certaines (et plus rarement toutes) peuvent parfois être grises voire blanches. Celles des juvéniles sont annelées de blanc et de noir, et ce trait peut parfois perdurer chez les adultes. Le plus souvent, on peut distinguer cinq paires de bandes bleues iridescentes délimitant les plaques ambulacraires sur la partie aborale du test, reliant le pôle du test à un disque situé sous l'anus, qui est bordé par les organes photosensibles, puis de là à cinq taches claires plus ou moins en forme de chevrons, visibles surtout de nuit mais absentes chez certains individus. La papille anale est bien visible, souvent assez détachée, généralement noire mais parfois grise (exceptionnellement mouchetée de points violets), avec un orifice noir rarement bordé de gris clair.

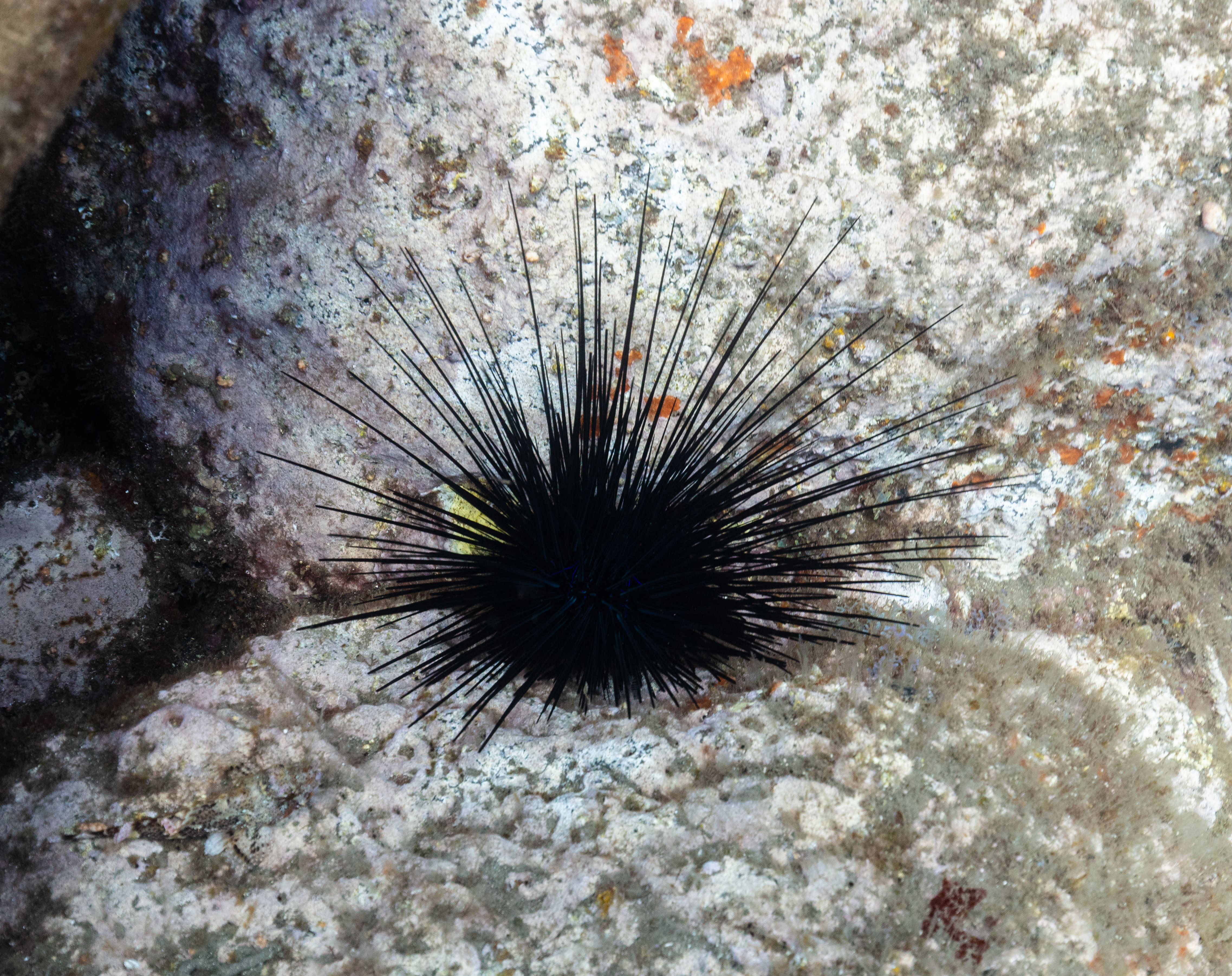
Spécimen à Madère.
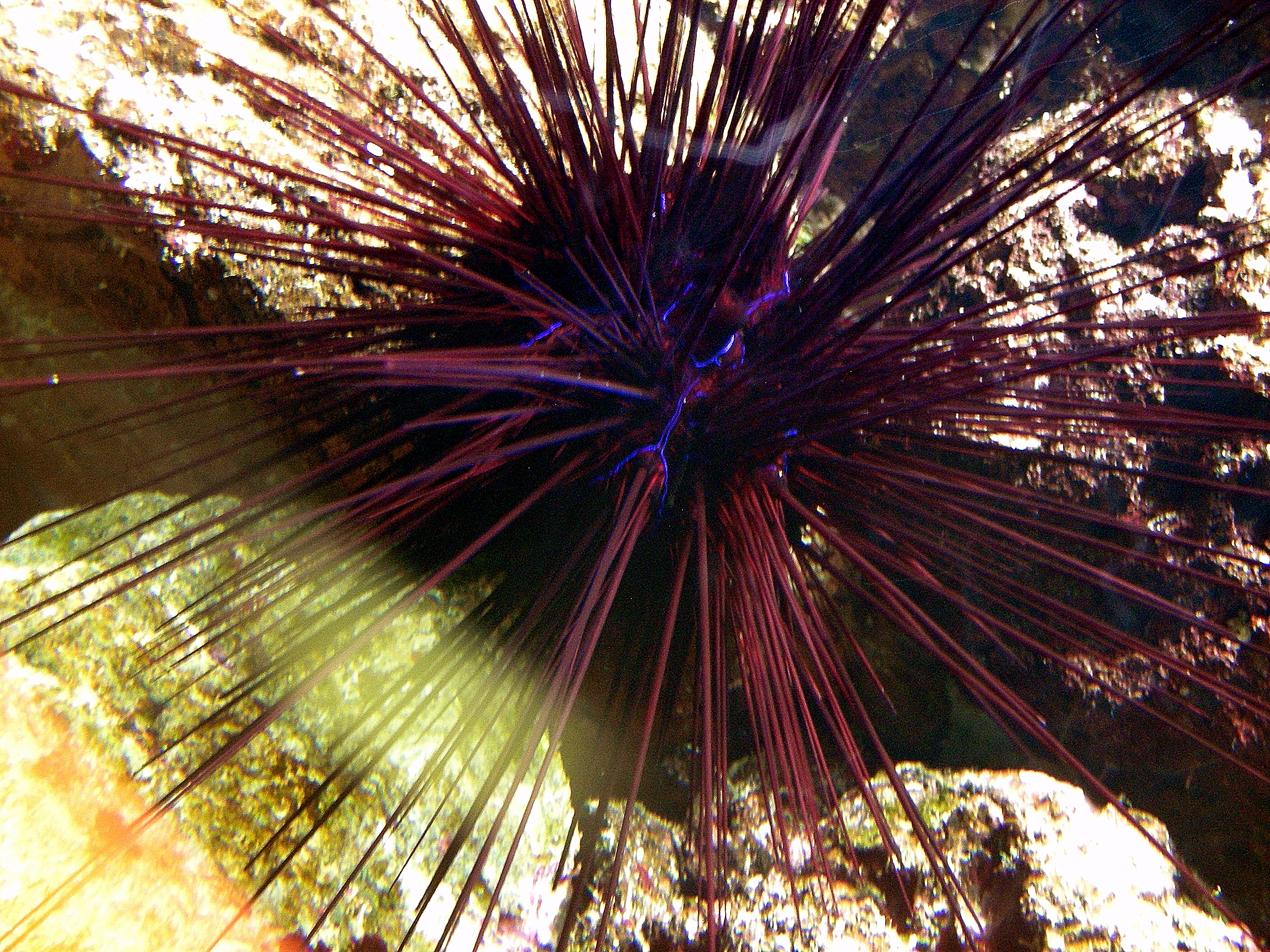
Spécimen violet.
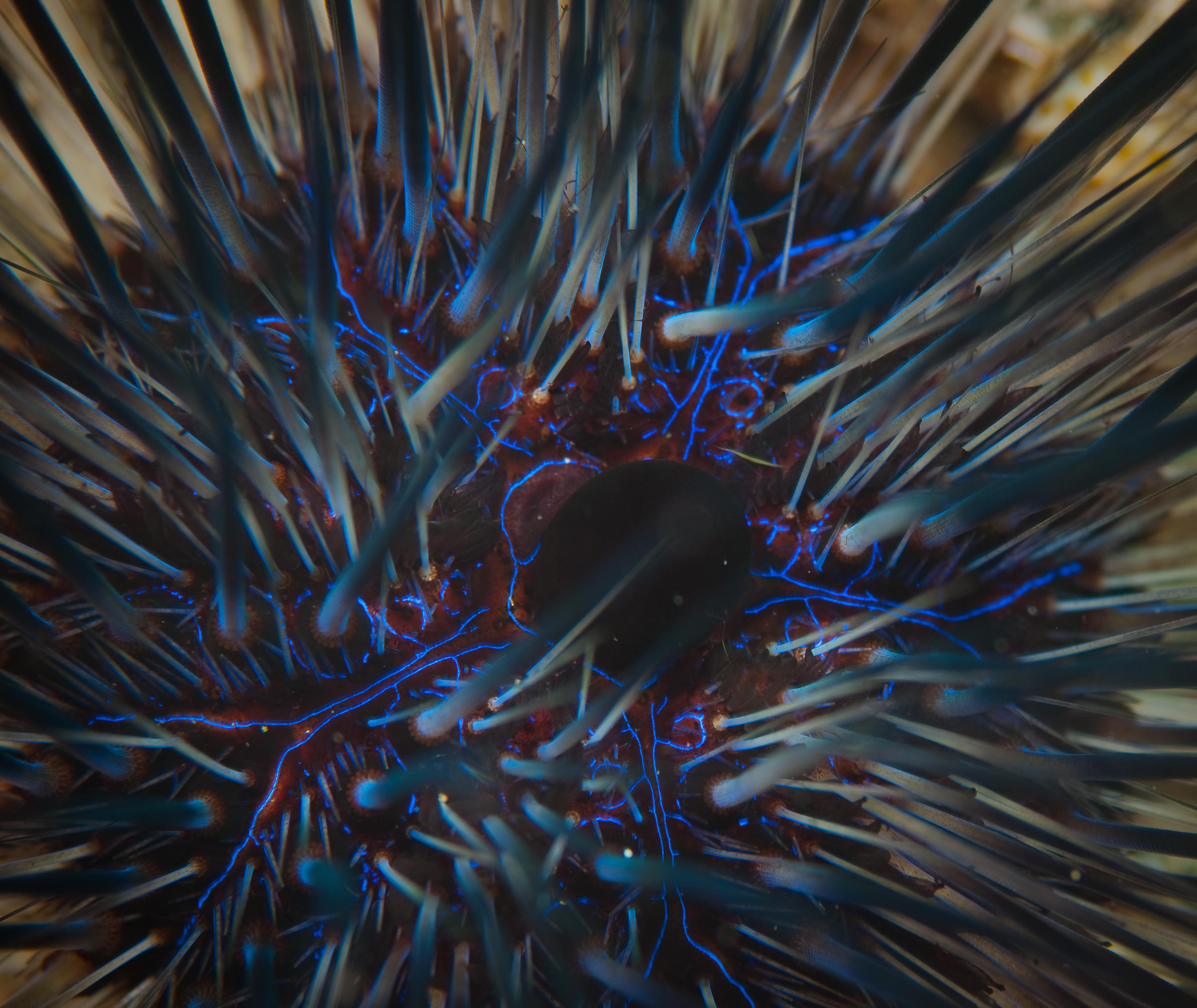
Gros plan sur la papille anale et les lignes iridophores.
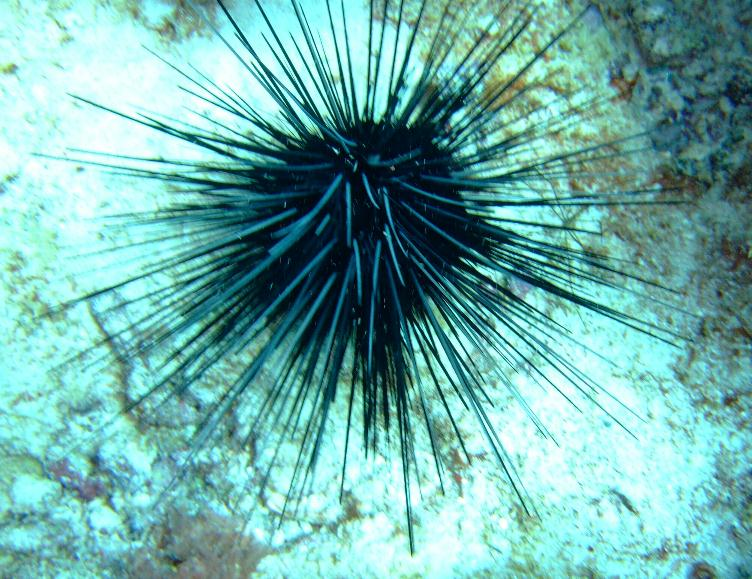
Spécimen photographie à la Barbade.
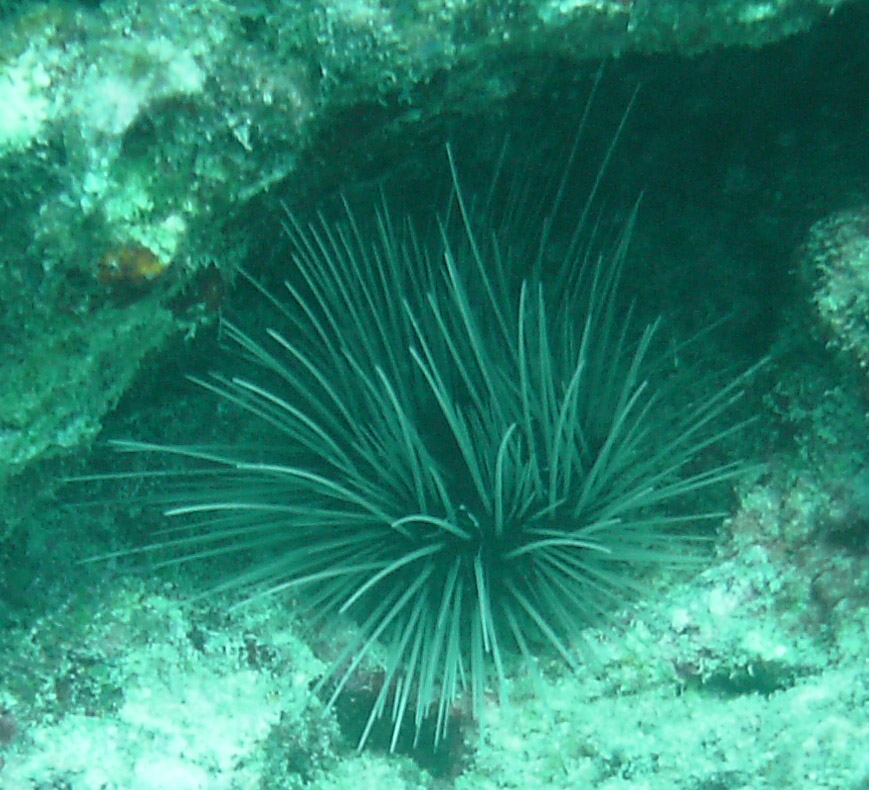
Spécimen avec des piquants gris, en Floride.

Il ressemble dans sa silhouette à son cousin de l'Indo-Pacifique Diadema setosum, mais leur aire de répartition bien différente empêche toute confusion. Deux espèces très proches (parfois considérées comme des sous-espèces) se partagent le reste de l'océan Atlantique chaud : Diadema ascensionis et Diadema africanum.

## Écologie et comportement
Il se nourrit principalement d'algues, qu'il broute de nuit, mais est aussi un omnivore opportuniste, pouvant consommer certains invertébrés sessiles, des débris et des charognes. Comme tous les Diadematidae, il est pourvu d'organes photosensibles sur la partie aborale du test, lui permettant de voir au-dessus de lui afin d'orienter ses radioles (épines) vers d'éventuelles menaces,.
La reproduction est gonochorique, et mâles et femelles relâchent leurs gamètes en même temps en pleine eau, où œufs puis larves vont évoluer parmi le plancton pendant quelques semaines avant de se fixer.
De nombreux petits poissons et invertébrés peuvent vivre en symbiose ou en commensalisme avec cet oursin dont les longues épines assurent une excellente protection, comme les juvénile des poissons de la famille des Apogonidae (le poisson cardinal), ou encore des copépodes, des crevettes nettoyeuses (comme Tuleariocaris neglecta), et des crabes (comme Percnon gibbesi, appelé d'ailleurs « crabe d'oursin » en Martinique).
Il peut également être l'hôte de plusieurs parasites : Onychocheres alatus (ectoparasite), Parametopus circumlabens, Biggaria echinometris, Metanophrys elongata et Trimyema echinometrae (endocommensaux).
En 1983, une épidémie d'origine toujours mystérieuse décima la population de cet oursin dans des proportions extraordinaires : plus de 97 % des individus périrent en quelques mois. L'épidémie ne dura pas, et les oursins recommencèrent à se multiplier dès l'année suivante, mais ils n'avaient toujours pas atteint leur population habituelle en 2006.

## Diadema antillarumet l'Homme
Diadema antillarum est un bel oursin, apprécié des aquariophiles malgré sa morphologie peu adaptée aux petits bassins.
L'oursin diadème a une assez bonne vue, procurée par les photorécepteurs disposés sur son test : cela lui permet d'orienter efficacement ses épines vers les menaces potentielles, comme la main d'un plongeur, afin d'en optimiser l'angle de pénétration. Une fois à l'intérieur d'un tissu étranger, ces épines se brisent très facilement en plusieurs morceaux très difficiles à retirer et peuvent entraîner un risque d'infection.
Comme chez tous les Diadematidae, une partie de ses épines (les plus courtes) sont pourvues de venin dans leur matrice, mais celui-ci n'a pas d'effet significatif sur l'homme. Heureusement, sa taille et ses couleurs le rendent généralement suffisamment visible aux nageurs, qui peuvent l'éviter facilement.

## Liste des sous-espèces
Selon World Register of Marine Species (13 septembre 2024) :
- Diadema antillarum ascensionis Mortensen, 1909
- Diadema antillarum antillarum (Philippi, 1845)

## Systématique
Le nom valide complet (avec auteur) de ce taxon est Diadema antillarum (Philippi, 1845).
L'espèce a été initialement classée dans le genre Cidaris sous le protonyme Cidaris (Diadema) antillarum Philippi, 1845,.
Ses noms vernaculaires français sont : Oursin-diadème des Antilles, Oursin à longues épines et Oursin noir des Antilles. 
En anglais, il est appelé « Diadem urchin », « Long-spined sea urchin », « Lime urchin » ou encore « Black sea urchin ». En espagnol, on le nomme « Erizo de lima » et en allemand, « Diademseeigel ».
Diadema antillarum a pour synonymes :
- Diadema antillarum antillarum (Philippi, 1845)
- Centrechinus antillarum (Philippi, 1845)
- Cidaris (Diadema) antillarum Philippi, 1845

### Étymologie
Son épithète spécifique, antillarum, fait référence à sa localité type, la province de Matanzas (Cuba) dans les Antilles. 

### Publication originale
- (de + la) Philippi, « Beschreibung einiger neuer Echinodermen nebst kritischen Bemerckungen über einige weniger bekannte Arten », Archiv für Naturgeschichte, Allemagne, vol. 11,‎ 1845, p. 344-359 (ISSN 0365-6136, lire en ligne, consulté le 13 septembre 2024).